# Московское венерологическое и дерматологическое общество
Московское венерологическое и дерматологическое общество — научное общество, основанное в 1891 году по инициативе профессора А. И. Поспелова, с 1902 года — при медицинском факультете Московского университета. 
Общество возникло на основе конференций врачей-дерматологов Мясницкой больницы, проводившихся с начала 1870-х гг.
Устав общества был утверждён Министерством народного просвещения (10.05.1891). Деятельность общества началась с сентября 1891 года. Цель общества, согласно уставу, состояла в обсуждении и разработке вопросов, как теоретических, так и практических, относящихся к учению о кожных, венерических и мочеполовых болезнях и в распространении «здравых понятий» о заразных болезнях кожи, болезнях венерических, способах заражения ими, условиях наследственной передачи, мерах профилактики.
В 1913 году общество насчитывало 45 действительных и 10 почётных членов, а также 9 членов-сотрудников; за год было провело 4 заседания с научными докладами, обсуждением различных случаев болезней и демонстрацией больных. Заседания проходили в клинике кожных болезней Московского университета. Общество имело библиотеку; за лучшие работы по дерматологии присуждало премии, выдаваемые за счёт процентов с капитала, пожертвованного профессором Поспеловым.
В 1918 году Московскому дерматологическому и венерологическому обществу было присвоено имя А. И. Поспелова. В 1927 году общество влилось в состав Всесоюзного научного общества дерматовенерологов.
Председатели общества: А. И. Поспелов (1891—1910), В. П. Красноглазов (1910—1919), В. В. Иванов (1926—1927).